# Campeonato Mundial de Xadrez de 1960
O match pelo Campeonato Mundial de Xadrez de 1960 foi disputado entre o campeão Mikhail Botvinnik e o desafiante Mikhail Tal. O confronto foi realizado entre 15 de março e 13 de maio em Moscou em uma melhor de 24 partidas. Tal sagrou-se o oitavo campeão mundial.

## Torneio Interzonal de 1958
O Torneio Interzonal foi jogado na cidade eslovena de Portoroz em 1958, garantindo seis vagas para o torneio de candidatos.
|    | Jogador              | 1 | 2 | 3 | 4 | 5 | 6 | 7 | 8 | 9 | 10 | 11 | 12 | 13 | 14 | 15 | 16 | 17 | 18 | 19 | 20 | 21 | Total |
| -- | -------------------- | - | - | - | - | - | - | - | - | - | -- | -- | -- | -- | -- | -- | -- | -- | -- | -- | -- | -- | ----- |
| 1  | Mikhail Tal          | - | ½ | 1 | ½ | ½ | ½ | ½ | ½ | 0 | ½  | 1  | 1  | 1  | ½  | ½  | 1  | ½  | 1  | ½  | 1  | 1  | 13½   |
| 2  | Svetozar Gligorić    | ½ | - | ½ | ½ | ½ | 0 | ½ | ½ | ½ | 1  | ½  | ½  | 1  | ½  | 1  | 1  | 0  | 1  | 1  | 1  | 1  | 13    |
| 3  | Pal Benko            | 0 | ½ | - | ½ | 1 | ½ | 1 | ½ | 1 | ½  | ½  | ½  | 0  | 1  | ½  | ½  | ½  | ½  | 1  | 1  | 1  | 12½   |
| 4  | Tigran Petrosian     | ½ | ½ | ½ | - | ½ | ½ | ½ | ½ | 1 | 1  | ½  | ½  | ½  | ½  | ½  | 0  | 1  | 1  | 1  | ½  | 1  | 12½   |
| 5  | Bobby Fischer        | ½ | ½ | 0 | ½ | - | 0 | ½ | ½ | ½ | ½  | ½  | ½  | ½  | 1  | ½  | 1  | 1  | ½  | 1  | 1  | 1  | 12    |
| 6  | Friðrik Ólafsson     | ½ | 1 | ½ | ½ | 1 | - | 1 | 0 | ½ | ½  | 1  | ½  | ½  | ½  | 0  | 1  | 0  | 0  | 1  | 1  | 1  | 12    |
| 7  | Yuri Averbakh        | ½ | ½ | 0 | ½ | ½ | 0 | - | ½ | 1 | ½  | 0  | ½  | ½  | 1  | 1  | 1  | ½  | 1  | ½  | ½  | 1  | 11½   |
| 8  | David Bronstein      | ½ | ½ | ½ | ½ | ½ | 1 | ½ | - | ½ | 1  | ½  | ½  | ½  | ½  | ½  | ½  | 1  | ½  | 0  | ½  | 1  | 11½   |
| 9  | Aleksandar Matanović | 1 | ½ | 0 | 0 | ½ | ½ | 0 | ½ | - | ½  | 1  | ½  | ½  | ½  | ½  | 1  | 1  | ½  | 1  | ½  | 1  | 11½   |
| 10 | Ludek Pachman        | ½ | 0 | ½ | 0 | ½ | ½ | ½ | 0 | ½ | -  | ½  | ½  | ½  | ½  | 1  | 1  | 1  | ½  | 1  | 1  | 1  | 11½   |
| 11 | László Szábo         | 0 | ½ | ½ | ½ | ½ | 0 | 1 | ½ | 0 | ½  | -  | 1  | ½  | ½  | 0  | ½  | 1  | 1  | 1  | 1  | 1  | 11½   |
| 12 | Miroslav Filip       | 0 | ½ | ½ | ½ | ½ | ½ | ½ | ½ | ½ | ½  | 0  | -  | ½  | ½  | 1  | ½  | ½  | ½  | 1  | 1  | 1  | 11    |
| 13 | Oscar Panno          | 0 | 0 | 1 | ½ | ½ | ½ | ½ | ½ | ½ | ½  | ½  | ½  | -  | 1  | ½  | ½  | 1  | ½  | 1  | ½  | ½  | 11    |
| 14 | Raúl Sanguineti      | ½ | ½ | 0 | ½ | 0 | ½ | 0 | ½ | ½ | ½  | ½  | ½  | 0  | -  | 1  | ½  | 1  | 1  | ½  | 1  | ½  | 10    |
| 15 | Oleg Neikirch        | ½ | 0 | ½ | ½ | ½ | 1 | 0 | ½ | ½ | 0  | 1  | 0  | ½  | 0  | -  | 0  | ½  | 1  | ½  | 1  | 1  | 9½    |
| 16 | Bent Larsen          | 0 | 0 | ½ | 1 | 0 | 0 | 0 | ½ | 0 | 0  | ½  | ½  | ½  | ½  | 1  | -  | 1  | 1  | ½  | 0  | 1  | 8½    |
| 17 | James Sherwin        | ½ | 1 | ½ | 0 | 0 | 1 | ½ | 0 | 0 | 0  | 0  | ½  | 0  | 0  | ½  | 0  | -  | 1  | 0  | 1  | 1  | 7½    |
| 18 | Héctor Rossetto      | 0 | 0 | ½ | 0 | ½ | 1 | 0 | ½ | ½ | ½  | 0  | ½  | ½  | 0  | 0  | 0  | 0  | -  | 1  | ½  | 1  | 7     |
| 19 | Rodolfo Cardoso      | ½ | 0 | 0 | 0 | 0 | 0 | ½ | 1 | 0 | 0  | 0  | 0  | 0  | ½  | 0  | ½  | 1  | 0  | -  | 1  | 1  | 6     |
| 20 | Boris de Greiff      | 0 | 0 | 0 | ½ | 0 | 0 | ½ | ½ | ½ | 0  | 0  | 0  | ½  | 0  | ½  | 1  | 0  | ½  | 0  | -  | 0  | 4½    |
| 21 | Géza Füster          | 0 | 0 | 0 | 0 | 0 | 0 | 0 | 0 | 0 | 0  | 0  | 0  | ½  | ½  | 0  | 0  | 0  | 0  | 0  | 1  | -  | 2     |

## Torneio de Candidatos de 1959
Os seis melhores colocados no Torneio Interzonal,  o perdedor do match pelo campeonato mundial passado (Vasily Smyslov) e o 2° melhor colocado no Torneio de Candidatos do ciclo anterior (Paul Keres), jogaram um torneio no sistema de todos contra todos em quatro voltas, nas cidades iugoslavas de Bled, Zagreb e Belgrado. O vencedor obteve o direito de jogar o match pelo Campeonato Mundial de Xadrez contra o então campeão Mikhail Botvinnik.
| N.º | Jogador           | 1       | 2       | 3       | 4       | 5       | 6       | 7       | 8       | Total |
| --- | ----------------- | ------- | ------- | ------- | ------- | ------- | ------- | ------- | ------- | ----- |
| 1   | Mikhaíl Tal       | –       | 0 0 1 0 | ½ ½ ½ ½ | 0 1 ½ 1 | 1 ½ 1 1 | 1 1 1 1 | 1 1 1 ½ | 1 1 1 ½ | 20    |
| 2   | Paul Keres        | 1 1 0 1 | –       | 0 ½ ½ ½ | 1 ½ ½ 0 | ½ ½ 1 1 | 0 1 0 1 | 1 1 1 0 | 1 1 1 1 | 18½   |
| 3   | Tigran Petrosian  | ½ ½ ½ ½ | 1 ½ ½ ½ | –       | ½ ½ 0 ½ | 0 ½ ½ 1 | 1 1 ½ ½ | 1 0 0 ½ | ½ 1 1 ½ | 15½   |
| 4   | Vasily Smyslov    | 1 0 ½ 0 | 0 ½ ½ 1 | ½ ½ 1 ½ | –       | 0 ½ 1 0 | ½ ½ 1 0 | ½ 1 ½ 1 | ½ 0 1 1 | 15    |
| 5   | Svetozar Gligorić | 0 ½ 0 0 | ½ ½ 0 0 | 1 ½ ½ 0 | 1 ½ 0 1 | –       | 0 1 ½ ½ | ½ ½ 1 0 | ½ 1 ½ ½ | 12½   |
| 6   | Bobby Fischer     | 0 0 0 0 | 1 0 1 0 | 0 0 ½ ½ | ½ ½ 0 1 | 1 0 ½ ½ | –       | 0 1 ½ 1 | ½ 1 ½ 1 | 12½   |
| 7   | Friðrik Ólafsson  | 0 0 0 ½ | 0 0 0 1 | 0 1 1 ½ | ½ 0 ½ 0 | ½ ½ 0 1 | 1 0 ½ 0 | –       | 0 0 ½ 1 | 10    |
| 8   | Pal Benko         | 0 0 0 ½ | 0 0 0 0 | ½ 0 0 ½ | ½ 1 0 0 | ½ 0 ½ ½ | ½ 0 ½ 0 | 1 1 ½ 0 | –       | 8     |

## Match pelo campeonato mundial
A disputa pelo título, em melhor de 24 partidas, ocorreu em Moscou. No caso de empate em 12-12, Botvinnik, o então campeão, manteria o título.
Devido aos resultados menos expressivos de Tal contra os jogadores do topo mundial, incluindo suas 3 derrotas para Keres no Torneio de Candidatos, Botvinnik era considerado favorito. No entanto, Tal venceu o match de forma contundente, com 4 pontos de vantagem.
|                   | 1 | 2 | 3 | 4 | 5 | 6 | 7 | 8 | 9 | 10 | 11 | 12 | 13 | 14 | 15 | 16 | 17 | 18 | 19 | 20 | 21 | Pontos |
| ----------------- | - | - | - | - | - | - | - | - | - | -- | -- | -- | -- | -- | -- | -- | -- | -- | -- | -- | -- | ------ |
| Mikhail Tal       | 1 | ½ | ½ | ½ | ½ | 1 | 1 | 0 | 0 | ½  | 1  | ½  | ½  | ½  | ½  | ½  | 1  | ½  | 1  | ½  | ½  | 12½    |
| Mikhail Botvinnik | 0 | ½ | ½ | ½ | ½ | 0 | 0 | 1 | 1 | ½  | 0  | ½  | ½  | ½  | ½  | ½  | 0  | ½  | 0  | ½  | ½  | 8½     |